# Картказак
45°57′00″ пн. ш. 33°37′20″ сх. д. / 45.95000° пн. ш. 33.62222° сх. д.
Картказа́к, Карт-Каза́к (крим. Qart Qazaq) — мис на північно-західному узбережжі Криму, розташований на території Перекопського району.
Мис вдається в Чорне море, між Каркінітською затокою (на півдні) та Перекопською затокою (на півночі). Розташований західніше села Таврійське (до 1948 року — Карт-Казак).

## Географія
Мис Картказак є частиною Перекопського перешийка.
- Берегова лінія мису полога, акумулятивного типу.
- Західніше мису розташований Каркінітський заказник, який є природоохоронною територією.
- Максимальна висота місцевості — 0,8 м.

На мисі розташовані кілька невеликих пересихаючих водойм і солончаки, характерні для північного заходу Криму.

## Інфраструктура
На мисі знаходиться база відпочинку, до якої веде дорога з щебеневим покриттям із села Таврійське. Остання частина дороги на самому мисі не має покриття.

## Додаткові відомості
Мис Картказак розташований у стратегічно важливій зоні, що з'єднує півострів Крим із материковою частиною України через Перекопський перешийок.